# Бронислав
Бронисла́в — мужское имя давнего славянского происхождения, распространённое преимущественно среди поляков. Женский вариант — Бронислава.
Является двухосновным именем, где первая часть — это неполноголосный глагол бронить «bronić» в значении «оберегать, охранять», а вторая — имя существительное слава. Этим именем называли человека, который должен был защищать славу.
В СССР имелся один случай именования в 1978 году в Пскове, в отличие от женского варианта, которое редко, но давалось. Имя распространено, кроме поляков, среди чехов, словаков, украинцев.

## Известные носители
- Бронислава — католическая блаженная, монахиня женского монашеского ордена норбертанок. Покровительница Польского королевства, Опольской епархии и сирот.